# Potpeće, Pljevlja
Potpeće este un sat din comuna Pljevlja, Muntenegru. Conform datelor de la recensământul din 2003, localitatea are 122 de locuitori (la recensământul din 1991 erau 165 de locuitori).

## Demografie
În satul Potpeće locuiesc 89 de persoane adulte, iar vârsta medie a populației este de 37,6 de ani (35,2 la bărbați și 40,4 la femei). În localitate sunt 34 de gospodării, iar numărul mediu de membri în gospodărie este de 3,59.
Populația localității este foarte eterogenă.
|  |

| Demografie | Demografie | Demografie |
| An         | Locuitori  | Locuitori  |
| ---------- | ---------- | ---------- |
|            |            |            |
|            |            |            |
|            |            |            |
|            |            |            |
| 1948       | 284        |            |
| 1953       | 348        |            |
| 1961       | 318        |            |
| 1971       | 264        |            |
| 1981       | 185        |            |
| 1991       | 165        | 154        |
| 2003       | 122        | 122        |

| \| Componența etnică conform recensământului din 2003[2] \| Componența etnică conform recensământului din 2003[2] \| Componența etnică conform recensământului din 2003[2] \| Componența etnică conform recensământului din 2003[2] \| Componența etnică conform recensământului din 2003[2] \| \| ----------------------------------------------------- \| ----------------------------------------------------- \| ----------------------------------------------------- \| ----------------------------------------------------- \| ----------------------------------------------------- \| \| \| \| \| \| \| \| Sârbi \| Sârbi \| \| 73 \| 59,83% \| \| Musulmani \| Musulmani \| \| 36 \| 29,5% \| \| Muntenegreni \| Muntenegreni \| \| 13 \| 10,65% \| \| necunoscută \| necunoscută \| \| 0 \| 0% \| |              |  |    |        |
| Componența etnică conform recensământului din 2003 |              |  |    |        |
| |              |  |    |        |
| Sârbi | Sârbi        |  | 73 | 59,83% |
| Musulmani | Musulmani    |  | 36 | 29,5%  |
| Muntenegreni | Muntenegreni |  | 13 | 10,65% |
| necunoscută | necunoscută  |  | 0  | 0%     |